# HMS Prince of Wales (R09)
HMS Prince of Wales — другий корабель серії авіаносців КВМФ Великої Британії типу «Квін Елізабет».
На відміну від більшості великих авіаносців, не оснащений катапультами і гальмівними тросами. Розрахований на використання літаків укороченого зльоту і вертикальної посадки (V/STOL). Авіакрило, що базується на кораблі, буде складатися з винищувачів-бомбардувальників F-35B Lightning II і вертольотів Merlin для АКРВН і ПЧО. Конструкція корабля підкреслює його гнучкість і забезпечує розміщення до 250 морських піхотинців (Royal Marines) і можливість їх підтримки бойовими і транспортними вертольотами розмірами до вертольота Chinook і, можливо, великими.
12 вересня 2018 року капітаном корабля призначили Стівена Мургауса (англ. Stephen Moorhouse).

## Характеристики
Корабель оснащений двома газотурбінними двигунами Rolls-Royce MT30 потужністю 40 МВт кожний. Ці двигуни значною мірою уніфіковані з турбореактивними двигунами Rolls-Royce Trent 800, якими обладнані літаки Boeing 777. Крім того, використовуються дизель-генератори фінської компанії Wärtsilä: два 12-циліндрових та ще два 16-ціліндрових двигуни загальною потужністю 40 МВт , які є менш потужними, але більш економічними у використанні палива, ніж газові турбіни, тому як головне джерело енергії слугують переважно при русі малим ходом та для живлення корабельних систем. Таким чином, загальна потужність двигунів корабля складає 120 МВт, або 160 000 к.с.

## Будівництво
19 липня 2018 року вперше прийняли на борт пальне (18 автоцистерн) з метою перевірки паливної системи корабля, його системи очищення та фільтрації.
На початку жовтня 2018 року завершили спорудження містка. Капітанський місток здали з випередженням графіку завдяки використанню досвіду, набутого при спорудженні першого корабля цього типу.
Протягом 2019 року заплановане проведення ходових випробувань та перевірка роботи усіх систем корабля. Введення до складу флоту планувалось на 2020 рік.
У вересні 2019 року корабель вирушив на перші ходові випробування, які відбуватимуться поблизу північно-західного узбережжя Шотландії, куди він вирушив із суднобудівного підприємства Babcock Marine.

## Служба
В квітні 2022 року брав участь у багатонаціональних навчаннях за участі понад 20 країн-членів НАТО «Холодна відповідь» (англ. Cold Response 2022) за північним полярним колом. На навчаннях, серед іншого, служив командно-штабним кораблем.